# Cucullia subgrisea
Cucullia subgrisea là một loài bướm đêm trong họ Noctuidae.